# 野村立栄 (初代)
初代野村 立栄（のむら りゅうえい）は江戸時代の尾張藩の町医。美濃国高須藩出身。

## 経歴

### 美濃時代
寛延4年（1751年）1月7日美濃国石津郡高須（岐阜県海津市海津町高須）に高須藩士舎人宇右衛門家に生まれた。宝暦8年（1758年）藩医野村立見の養子となったが、家は義兄逸平が継ぐため、明和7年（1770年）同郡徳田村（海津市南濃町徳田）に分家し、内科・外科・金瘡医を開業した。なお、当時藩庁を高須から徳田村の隣駒野村に移転する工事が進められていたが、安永7年（1778年）中止となった。
また、一時期彦根で喧機堂津田自安に吉田自休の三国流医学を学び、明和9年（1772年）1月印状、安永8年（1779年）1月免簡を受けた。

### 尾張時代
安永5年（1776年）尾張藩に一人立療治を許可され、尾張国海東郡前田村（名古屋市中川区前田）、安永10年（1781年）同郡蟹江村（海部郡蟹江町）に移った。
天明2年（1782年）長崎に留学し、成秀館吉雄耕牛にオランダ語・蘭方医学、杏蔭斎吉原元棟に整骨術を学び、天明3年（1783年）1月両師から免状を受けた。

### 名古屋時代
天明3年（1783年）9月療治願を許可され、名古屋中御園町に開業した。名古屋では当初御側医吉田元格に師事したが、翌年6月12日死別した。
寛政4年（1792年）9月のラクスマン来航を受け、尾張藩は軍事演習を実施し、寛政6年（1794年）9月28日立栄も御加勢御用として参加を命じられた。寛政7年（1795年）1月11日御目見、13日井上専庵に代わって御用懸医師となり、5月1日6年間の出張調御用を命じられた。同年9月15日長島町に転居した。
享和元年（1801年）11月御役医師となり、再び出張調御用を命じられた。
文政8年（1825年）1月19日御用懸退役を願い出、2月9日許された。文政9年（1826年）2月隠居し、長男立伯が野村立栄 (2代目)を襲名した。
文政11年（1828年）9月14日78歳で死去し、守綱寺に葬られた。弘化3年（1846年）8月18日建立の墓石にはアルファベットのNとOを組み合わせた紋様が刻まれていたが、戦後平和公園に統合される際無縁仏として処理され、現存しない。

## 著作
- 『紅毛脉弁』 - 天明3年（1783年）1月成立。脈診について論じる[4]。
- 『医家姓名禄』 - 立栄は町医の取りまとめ役として、藩提出書類の控えを入手できる立場にあったという[2]。
  - 『名古屋医家姓名録』
  - 『寛政文化 医家姓名録』
  - 『文化戊寅 医家姓名録』
  - 『文化癸酉 医家姓名録』
  - 『文政甲申 医家姓名録』
- 『倒臍談』 - 滑稽噺集[9]。
- 『免帽降乗録』 - 寛政2年（1790年）から文政9年（1826年）までの診療者、入門者や同業者等の記録[10]。書名は杜佑『通典』「御史逢長官於途、皆免帽降乗。」に依る[11]。
- 『牽牛花芍薬培養法其他』 - 文化7年（1810年）4月の芍薬品評会等の記録[9]。
- 『古事記袋』 - 文化10年（1813年）頃から文政10年（1827年）頃までの随筆[9]。
- 『野村方彙』 - 診断を主とする医書[12]。
- 『三扇堂随証方』 - 講義録[12]。
- 『しきのくさぐき』 - 二十四節気に基づく歳時記[13]。
  - 『枇杷島互市物産考』 - 枇杷島青物市場に売られていた植物の記録[13]。
- 『三扇堂方考』 - 所在不明[12]。
- 『三扇堂秘録』 - 処方を主とする医書[12]。
- 『三扇堂鬼簿』 - 知人・患者等約440名の過去帳[4]。
- 『方鑑』[3]

## 親族

### 舎人家
舎人親王子孫清原氏末裔を称し、武蔵国足立郡舎人村を本拠とした一族で、永禄6年（1563年）舎人三河守重経が後北条氏に敗れ、遺児3人は徳川家康に仕え、四男松平忠吉に従い尾張国に移住した。尾張徳川家松平義行が高須藩主となった際、本家の次男八佐衛門が高須に分家し、高須舎人家が成立した。
- 祖父：舎人宇右衛門重能 - 御蔵奉行。宝暦8年（1758年）11月没[14]。
- 父：舎人宇右衛門（三之右衛門[14]）重矩 - 御蔵奉行。明和5年（1768年）1月6日没[4]。
  - 兄：舎人孫蔵奉賀 - 奥坊主[14]。天明2年（1782年）9月1日没[4]。

### 野村家
小笠原貞信支配時代の高須藩江戸医師に野村琢玄が見える。その後天領時代を経て、宝永8年（1711年）4月9日初代野村立見が町医から高須藩に取り立てられた。
- 養父：野村立見 (2代目)（正徳4年（1714年） - 天明8年（1788年）1月29日）[15]
- 養母：信慧院釈尼智貞（享和5年（1720年）1月9日 - 天明6年（1786年）3月6日）[15]
  - 義兄：野村逸平（寛延2年（1749年）10月3日 - 文化2年（1805年）8月8日）[16]
- 妻：里埜（大野村加藤伊左衛門娘[17]、宝暦5年（1755年）7月13日 - 文政4年（1821年）4月5日）[1]
  - 長男：野村立栄 (2代目)（天明5年（1785年）[18] - 弘化3年（1846年）8月18日？[19]）
  - 娘：千賀（加藤立見妻、天明7年（1787年） - ?）[20]
  - 次男：野村立徳（天明8年（1788年）頃[18] - 弘化2年（1845年）5月28日[21]）
  - 養女・孫：里喜（千賀長女[20]、文化元年（1804年）8月20日 - 文化2年（1805年）8月15日）[17]